# Структура Украинской повстанческой армии
Для более чёткого руководства формированиями Украинская повстанческая армия (УПА) была разделена по территориальному принципу на четыре главных территориальных управления, называвшихся Генеральными военными округами (ГВО). Каждая Генеральная военный округа, за исключением УПА-Восток, в свою очередь, делилась на Военные округи (ВО).
Командование Генеральными военными округами осуществляли командиры, должности которых соответственно именовались так: командир УПА-Север, командир УПА-Юг, командир УПА-Восток, командир УПА-Запад при посредстве краевых войсковых штабов, структура которых копировала структуру Главного военного штаба УПА. Аналогичное строение имели и командования Военными округами.

## Общая характеристика
УПА представляла собой партизанскую армию, которая имела трофейное вооружение (в основном, немецкое и советское оружие), амуницию, жёсткую дисциплину, военную тактику, службу безопасности, агентуру, разведку, контрразведку и т. д.. За все время своего существования УПА применяла тактику диверсий, неожиданных атак на врага и старалась избегать крупных сражений.
УПА имела систему школ для подготовки офицерского и младшего командирского состава, госпиталей, оружейных мастерских, складов и т. д. Впрочем, по ходу расширения советских антипартизанских операций на Украине все эти структуры все больше перемещались в подполье, что отражалось на эффективности их работы.
УПА формировалась из многих социальных слоёв общества. Там присутствовали крестьяне (составляли наибольшую прослойку в УПА), рабочие, интеллигенция. Основу УПА составляли бывшие легионеры расформированных спецбатальонов «Нахтигаль» и «Роланд», шуцманшафт-батальона — 201, а также члены украинской вспомогательной полиции.
Самой сильной стороной УПА являлся её личный состав. Подавляющее большинство бойцов осознанно разделяли идеи украинского национализма. Свыше 60 % бойцов составляла сельская молодежь, превосходно ориентировавшаяся в своих родных местах и имевшая связи среди населения. Боевые навыки многие будущие члены УПА приобретали во время службы в польской армии перед Второй Мировой войной, а затем в различных формированиях нацистской Германии. Однако были у УПА и очевидные слабости. Она, как и любое повстанческое движение, испытывало тяжелую нехватку оружия. Вооружение повстанцы частично подбирали на полях боев, частично захватывали в бою у противника или при его разоружении, частично получали от перебежчиков-коллаборационистов. В первой половине 1944 г. некоторое количество оружия они получили от немцев и венгров.
Важнейшую роль для УПА играла конспирация. В своей деятельности бандеровцы использовали опыт Ирландской республиканской армии. Все члены боевых подразделений имели псевдонимы, которые часто менялись. Связь между отрядами осуществлялась через проверенных связных. Как правило, повстанцы из разных подразделений не знали друг друга в лицо. Приказы и донесения передавались через миниатюрные записки, сделанные карандашом на папиросной бумаге. Они закатывались, прошивалась ниткой и запечатывалась свечным парафином. Оставляли их в условном месте.
Главным ноу-хау ОУН-УПА были подземные схроны. Систему тайных убежищ начали создавать ещё в 1944 году в ожидании прихода советских войск. Схроны бывали разных видов: склады, пункты радиосвязи, типографии и казармы. Строились они по принципу землянок с той разницей, что вход был замаскирован. Как правило, входом в схрон служил пень или ящик с землёй, в который сажали молодое дерево. Вентиляцию выводили через деревья. Для создания подземного бункера на территории села или деревни оуновцам приходилось быть более изобретательными. Вход в укрытие они маскировали под кучи мусора, стога сена, колодцы, собачьи будки и даже могилы. Всего за время существования УПА было построено 10 000 схронов.
По конфессиональному составу, бойцы УПА были преимущественно греко-католиками (униатами). Митрополит Украинской Греко-католической Церкви Андрей Шептицкий то осуждал УПА за террор и аморальное поведение, то поддерживал их деятельность. Однако никакого предпочтения греко-католицизму бандеровцы не отдавали, относясь с уважением и вниманием также к Украинской автокефальной православной церкви. Резко негативно относились националисты к Русской Православной Церкви, считая её инструментом московского империализма. В УПА служили военные священники — в зависимости от региона либо православные, либо греко-католические. Они не водили в штат формирований Повстанческой армии, но постоянно находились при старшинских и подстаршинских школах, временно — в некоторых боевых отрядах.

## Формирование структуры УПА
Структура УПА развивалась постепенно, часто меняясь. Сначала, по понятным причинам, её создали на Волыни. Изначально в составе ОУН находились только военные штабы отдельных районов ОУН, которые руководили деятельностью местных отрядов.
На III конференции ОУН, которая прошла в селе Теребежи вблизи Олеско на Львовщине 17-21 февраля 1943, было принято решение объединить все отряды и приступить к созданию полноценной военной структуры — чтобы «оторвать от влияния Москвы те элементы украинского народа, которые ищут защиту от угрозы со стороны немецкого оккупанта».
Новоиспечённая организация сначала должна была называться «Украинской Освободительной Армией». Однако, по скольку уже существовала подобная военная структура, бандеровские партизаны почти никогда не употребляли этого названия, потому что вместо неё с конца апреля и начала мая 1943 использовали популяризированное Тарасом Боровцем название «Украинская Повстанческая Армия».
Есть много версий по поводу того, кто был первым главнокомандующим Украинской Повстанческой Армии. Принято считать первым руководителем Дмитрия Клячкивского. Однако, по мнению ряда современных историков, считать первым командиром УПА принято военного референта ОУН по Волыни и Полесье поручика Василия Ивахива («Сом», «Сонар»).
В июне 1943 в УПА была создана военно-полевая жандармерия и служба безопасности (СБ).
В июле 1943 года на базе северо-восточной группы УПА «Заграва» (Сарненский, Костопольский и Ровненский районы) было создано первое Верховное Главнокомандование УПА во главе с «Климом Савуром». С августа 1943 года начальником военного штаба был подполковник Леонид Ступницкий-«Гончаренко», который, как сообщается, выполнял только сугубо военные функции и дистанцировался от политической деятельности ОУН-Б. Рядом с ним в штабе УПА на Волыни работали и другие офицеры УНР - полковник Николай Омелюсик и полковник Иван Литвиненко.
В мае-августе 1943 г. происходило организационное оформление территориальных структур УПА. Сначала все отряды на территории Ровенщины были сведены в первую группу (т.н. «Северная группа») под командованием Ивана Литвинчука-"Дубового". На юге Ровенщины на базе отрядов Энея (Пётр Олейник) разворачивалась «Южная группа». На северо-западе Волыни организовывалась группа «Озеро», которое в будущем возглавил Рудой (Юрий Стельмащук).
В середине августа прошла первая реорганизация УПА на территориальной основе. Северо-западная группа была привязана к военному округу (ВО) «Туров» с дислокацией в районе Луцк— Горохов — Владимир-Волынский — Камень-Каширский — Ковель, отдельные группы оперировали в Брестской области Беларуси. Северная группа — ВО «Заграва» дислоцировалась в районе Сарны – Костополь, отдельные группы оперировали до Пинска. Южная группа—ВО «Богун» оперировала на юге Ровенщины и севере Тернопольщины с базой в Кременецких лесах. Несколько позже в юго-восточной части Ровенщины на границе с Житомирской области была организована Восточная группа — ВО «Тютюнник» под командованием Фёдора Воробця («Верещака»).
27 августа 1943 Главная команда УПА издала указ, согласно которому все члены УПА теперь именовались казаками и делились на три группы: казаки-стрельцы, подстаршины и старшины. Вводились воинские звания и ранги — подстаршинские, старшинские и генеральские.
В ноябре 1943 в УПА был создан Главный военный штаб в главе с Дмитрием Грицаем, его заместителем стал сотник Олекса Гасин. Начальник штаба УПА также был заместителем главнокомандующего. Персонал был разделен на семь отделов: I - оперативный, II - разведывательный, III - снабженческий, IV — персональный, V - учебный, VI - политический, VII - военно-инспекторский.
К началу 1944 года УПА достигла своего могущества. Выдвигались самые разные соображения относительно численности её бойцов на тот момент: от 40 до 300 тысяч.
Вся территория деятельности УПА в начале 1944 года была разделена на три (по некоторым данным, на четыре) региона, также известные как Генеральные военные округа (ГВО). УПА-Север существовала на Волыни и Полесье, в Житомирской и Киевской областях, и до 1945 года в Люблинском воеводстве. Восточная Галиция, Закарпатье, Буковина, юго-восточные земли нынешней Польши были районами УПА-Запад. УПА-Юг включала Винницкую и Каменец-Подольскую области и районы восточнее Днепра. По некоторым данным, в Киевской и Житомирской области де-факто существовал и округ УПА-Восток, но дальше организационной стадии так и не вышел. Летом 1944 года УПА-Юг практически прекратила свое существование, но по пропагандистским соображениям продолжала действовать в официальных документах.
27 января 1944 г. приказом ГК УПА No. 2/1944 командиром УПА-Север был назначен Дмитрий Клячкивский («Клим Савур», «Охрим»), Василий Сидор ("Шелеста") стал командиром УПА-Запад. УПА-Юг возглавил Емельян Грабец-«Батько».
В это же день вводились боевые награды: Бронзовый крест боевого отличия, Серебряный крест боевого отличия (I и II ступени), Золотой крест боевого отличия (I и II ступени).
Осенью 1944 г., в связи с большими потерями, руководство УПА было вынуждено переформировавать группу УПА-Север. Областные округа и ВО ликвидировались, вместо них организовывалось генеральные округа, в частности, № 1 «Завихост» и № 2 «Тютюннык». При этом, в округе боевые подразделения сводились в «соединения», состоявшие из «бригад» по 3-4 отряда.
С 1944—1945 гг. важным источником пополнения отрядов УПА служили истребительные батальоны — группы западноукраинских крестьян, вооружённых коммунистами для борьбы с УПА. Многие попросту не хотели воевать против них и переходили в их ряды, либо, даже если воевать хотели, были тем противником, которого можно было легко разгромить и разоружить.
Темой исторических дискуссий является дата создания УПА. В эмигрантской украинской литературе присутствует тезис о том, что УПА возникла 14 октября 1942 года, когда глава ОУН в Ровно Сергей Качинский (псевдоним «Остап») сформировал первый вооружённый отдел ОУН-Б в районе города Сарны. Это утверждение плавно перекочевало и в ряд современных украинских работ, а также в российскую историографию. Возникла эта дата ещё в 1947 году в «юбилейном» приказе главы УПА Романа Шухевича, стремившегося в пропагандистских целях «увеличить» период существования Повстанческой армии. Дата 14 октября выбрана не случайно, поскольку на этот день приходится казачий праздник Покрова. Украинский историк Владимир Косик, опираясь на найденный в Бундесархиве отчет немецкой армии, в котором сказано: «Согласно сообщению главнокомандующего вермахта в Украине за 16 октября 1942 украинские националисты впервые объединились в районе Сарн в большую банду…», также утверждает, что именно осенью 1942 года вооруженные отделы ОУН (б) начали сливаться в крупные соединения, создавая УПА.
Однако, несмотря на примечательность торжественной даты, некоторые исследователи оперируют достоверными фактами, которые свидетельствуют, что в 1942 году Украинская Повстанческая армия существовала только в проектах и переносят период основания на четыре или пять месяцев вперёд, поскольку как уже упоминалось раньше, тогдашний глава провода ОУН-Б — Николай Лебедь негативно относился к созданию повстанческих отрядов, а официальная санкция на развитие партизанской борьбы была дана только в феврале 1943 года на III конференции ОУН(Б). Это кстати, признавали и бандеровцы. Например, в «победном» приказе мая 1945 года, тот же Шухевич писал, что повстанцы получили в руки оружие зимой 1943 года. Немецкие документы также указывают на то, что в течение 1942 года ОУН-Б не проводила никаких активных боевых действий и что её активное вооружённое выступление на Волыни и Полесье началось в марте 1943 года. Единственные заметные вооружённые столкновения, произошедшие в 1942 году — перестрелка при захвате СД подпольной типографии в Харькове 17 октября, которая окончилась арестом 11 боевиков ОУН и перестрелка с бандеровцами во Львове 27 ноября 1942 года, в которой погиб штурмшарфюрер СС Герхард Шарфф, а другого эсэсовца ранили.

## Территориальная структура

### 1944 год
1. УПА-Север (укр. УПА-Північ). Охватывал территории Волыни и Полесья.
Военные округи:
  - ВО «Туров» (Владимирщина, Ковельщина и Луччина)
  - ВО «Заграва» (Березно, Владимирец, Высоцк, Давид-Городок, Дубровица, Клегов, Костополь, Лунинец, Людвиполь, Морочное, Пинск, Рафаловка, Рокитное, Сарны, Степань, Столин)
  - ВО «Богун» (Ровно, Клевань, Тучин, Межерич, Корец, Гоща, Александрия, Дубно, Острожец, Демидовка, Млинов, Козин, Верба, Радивилов, Кременец, Шумск, Додеркалы, Почаев и Лановцы)
2. УПА-Запад (укр. УПА-Захід). Охватывал территории Галиции, Буковины, Закарпатья и Закерзонья.
Военные округи:
  - ВО «Лисоня» (Тернопольщина и Поднестровье)
  - ВО «Говерла» (Гуцульщина и Буковина)
  - ВО «Башта» (Львов, Розточье, полигон)
  - ВО «Маковка» (Стрыйщина, Дрогобыччина, Самборщина и Турчанщина)
  - ВО «Буг» (Львовщина)
  - ВО «Сан» (Закерзонье)
3. УПА-Юг (укр. УПА-Південь). Охватывал территории Каменец-Подольской, Житомирской, Винницкой, а также частей Черниговской и Киевской областей УССР.
Военные округи:
  - ВО «Холодный Яр»
  - ВО «Умань»
  - ВО «Винница»
4. УПА-Восток (укр. УПА-Схід). Охватывал территории частей Житомирской, Киевской и Черниговской областей УССР.

## Техника
Бронетехника и авиация, несмотря на то, что захватывались повстанцами в качестве трофеев, не имели массового применения (в случае с авиацией — вообще применения как такового), ввиду отсутствия топлива, необходимых запчастей и соответствующих кадров для починки и управления указанными боевыми машинами. Однако в архивных документах упоминаются несколько случаев применения Украинской повстанческой армией танков. Так например в документах УПА, 8 октября 1943 г. во время боя с немцами на дороге Рафаловка-Владимирец (Ровненская область, Украина) украинские националисты завладели одним трофейным немецким танком. В декабре 1943 года, во время нападения подразделения УПА на село Купычев (Волынская область, Украина), аковцы захватили самодельный танк бандеровцев, который был создан на базе тягача СТЗ-5 и корпуса Т-26. 3 трофейных танка имелось у сотни Макара Мельника («Коры»), 1 из них был подбит в селе Великие Цапцевичи 24 декабря 1943 во время атаки на венгров, а 2 других танка захватили советские партизаны в январе 1944.

## Униформа
Хотя УПА и не была регулярной армией, её лидеры пытались одевать своих бойцов в униформу с характерными знаками различия и элементами снаряжения. На начальных этапах формирования повстанческой армии у её бойцов преобладала гражданская одежда. С расширением территории, контролируемой УПА, в руки повстанцев попадало огромное количество трофейных мундиров Вермахта, Красной армии, Венгрии, Польши, Румынии, и Словакии. У украинских националистов появилась возможность шить униформу самостоятельно. Была создана сеть подпольных фабрик на Волыни и Полесье для изготовления всего необходимого, в том числе и униформы. Изготовление униформы и обуви оплачивалось, в основном, продуктами питания и солью. Мелкие предприятия не могли справиться с необходимыми объёмами, так как не существовало условий для её массового изготовления. В начальный период использовались хозяйственные запасы ОУН(б), но основным источником их пополнения стало западноукраинское население.
Трофейные мундиры всех армий перекраивались под стандартную униформу УПА — а именно френч с отворотами и накладными карманами по немецкому образцу. С трофейных мундиров убирали все знаки отличия и пришивали украинские трезубцы. Встречались у повстанцев и комбинированные униформы, например немецкий мундир и советская пилотка и т.д. Советские партизаны в одном из боев с повстанцами захватили документы, в которых находились проекты мундиров и отличий, которые разрабатывались для «УПА-Север». Предполагалось ввести полотняную блузу цвета хаки, которая имела накладные карманы с бантовыми складками и пристяжные манжеты из чёрной материи на рукавах. Старшинская блуза носилась поверх штанов, а подстаршинская — заправленной в штаны, притом первая имела два нагрудных и два боковых кармана, вторая — только нагрудные. Штаны «комбинезованые» предполагалось шить с двумя прорезными вертикальными карманами с клапанами и с завязками на низе штанин. Главным убором должна была служить полевая пилотка из белой или чёрной ткани с выпуклой кокардой впереди и треугольной белой нашивкой с соответствующим изображением: например, «головы тура», когда речь шла об униформе для волынских подразделений, в частности, для отдела ВО «Туры».
Униформа дополнялась ремнями с самодельными пряжками, на которых изображался трезубец. Самым популярным методом изготовления пряжек было использование отстрелянных орудийных гильз. Зимой использовались шинели и зимние куртки. Во время операций и боевых задач уповцы одевали белые маскировочные халаты. В качестве головного убора служили шапки или перекрашенные советские каски, но уже в конце войны их заменили так называемой петлюровкой, или мазепинкой (фуражкой с отворотами).
Некоторое время использовалась система нашивок для отличий командиров. Роевой носил одну прямоугольную полоску, чотовой — две, сотенный — три, куренной — одну фауподобную нашивку, командир отряда — две, командир ВО (командир группы) — 3, краевой командир — Тризуб и одну фауподобную нашивку, главный командир — Тризуб и дубовый листок. С приходом советских войск и усилением системы конспирации нашивки были ликвидированы.

## Военные звания УПА
В УПА была принята традиционная система рангов, базирующаяся на основанных на армейских званиях Украинской Народной Республики 1917–1920 гг.. Существовали рядовые, подстаршинские, старшинские: генеральские ранги. Одновременно существовала система функциональных назначений: роевой, чотовой, сотенный, куренной, командир отряда или тактического подразделения, командир ВО или группы, краевой командир УПА, главный командир УПА.
- Солдаты:
  - Казак (Рядовой);
- Подстаршины:
  - Вистун (Ефрейтор);
  - Десятник (сержант);
  - Старший десятник (Старший сержант);
- Офицерский состав (Старшины):
  - подхорунжий (Старшина);
  - Хорунжий (Лейтенант)
  - Поручик (Старший лейтенант);
  - Сотник (Капитан);
  - Майор;
  - Подполковник;
  - Полковник.
- Генеральный состав:
  - Генерал-хорунжий (Генерал майор);
  - Генерал-поручик (Генерал-лейтенант);
  - Генерал-полковник

Последние два звания никогда не были предоставлены в УПА. Самое высокое звание – генерал-хорунжий присвоено было командующим УПА Роману Шухевичу и Василию Куку, а также начальникам ГВШ УПА Дмитрию Грицаю и Александру Гасину. Последнему – посмертно.
В 1945 году система званий была несколько реформирована, и приняла следующий вид:
- стрелец (рядовой)
- старший стрелец (ефрейтор)
- вистун (младший сержант)
- старший вистун (сержант)
- булавный (старший сержант)
- старший булавный ' (старшина)
- Хорунжий (Лейтенант)
- Поручик (Старший лейтенант);
- Сотник (Капитан);
- Майор;
- Подполковник;
- Полковник.
- Генерал-хорунжий (Генерал майор);

## Вооружение
Арсенал УПА, в силу специфики организации и тактики движения, в основном состоял из легкого вооружения, для применения которого было достаточно одного человека. Условно такое оружие можно поделить на следующие категории:
- Винтовки и карабины (российские системы Мосина и советская СВТ-40, немецкие системы Маузера и самозарядная винтовка конструкции Вальтера, венгерский М-43);
- Пистолеты-пулемёты (советские ППШ-41, ППС-43, немецкие MP-35 и MP-40, венгерский 39М);
- Ручные пулемёты (советский ДП-27, немецкие MG-34 и MG-42, венгерский 31М «Солотурн»);
- Револьверы и пистолеты (российский револьвер системы Нагана и советский пистолет ТТ-33, немецкие Walther P38, Маузер С96 и Люгер);
- Ручные гранаты (советские РГ-42, Ф-1, немецкие M-24 и M-39);
- Холодное оружие (разнообразные кинжалы и ножи, часто самодельные).[33]

Встречались среди бойцов УПА и такие новинки вооружения, как StG-44, которые были выпущены только в 1944 году в ограниченном количестве и использовались исключительно элитными отрядами вермахта и войск СС. До 1944 года, когда Западная Украина была оккупирована нацистской Германией, в арсенале УПА доминировало оружие немецкого производства, после 1944 года, когда на эти земли возвращается советская власть — начинает преобладать советское оружие.

## Радиовещание
С 30 июня по 2 июля 1941 года в оставленном советскими войсками Львове действовала «Радиостанция имени Евгения Коновальца». 30 июня 1941 года именно этой радиостанцией был объявлен Акт восстановления Украинского Государства.
С октября 1943 года по 7 апреля 1945 года вблизи села Ямельница на Львовщине УПА имела собственную подпольную радиостанцию «Самостийна Украина». Ежедневно радиостанция вещала на украинском, русском, французском и английском языках. Радиопередачи достигали не только территории Украины, но и Германии, Великобритании, Франции и Швейцарии.

## Символика УПА
Бандеровское крыло ОУН, образованное в результате раскола в феврале 1940, стремилось выработать собственную символику, чтобы отличаться от ОУН (м) Андрея Мельника, которая использовала оуновский голубой флаг и герб с золотым трезубцем с мечом.
ОУН (б) утвердила красно-чёрный флаг в качестве эмблемы, а на II-м Большом Сборе ОУНР в апреле 1941 года постановила отказ от трезубца с мечом, и установление только «общенационального Тризуба Владимира Великого в форме, введенного Центральной Радой» и «своего отдельного организационного флага чёрной и красной краски. Уклад и обязательные пропорции будут приняты отдельной комиссией». Подобно тому, как ассоциируется сине-жёлтый флаг Украины с небом и пшеничным полем, националистами была задумана ассоциация и с красно-чёрным флагом УПА: если над пшеничным полем заходит солнце, то поле чернеет, а небо над ним приобретает красноватый оттенок. Таким образом символика УПА для националистов была флагом Украины на закате.

## Идеология
Идеология вооружённого формирования, политически подчинённого ОУН, основывалась главным образом на двух публикациях: книга Дмитрия Донцова "Национализм" и книга Николая Сциборского «Нациократия». В своих книгах их авторы постулировали ультранационализм, то есть доминирование в стране этнических украинцев, антикоммунизм, антилиберализм, антипарламентаризм и тоталитаризм (независимым украинским государством должен был править лидер, назначенный националистическими элитами, а не политическими партиями). В формировании националистического сознания также сыграл важную роль «Декалог украинского националиста» 1929 года.
По мнению некоторых польских историков, таких как Гжегож Мотыка, идеологи ОУН и УПА открыто ссылались на фашистскую идеологию. По словам Евы Семашко, УПА была террористической организацией, стремящейся создать тоталитарное государство.

## Гимн
Гимн Украинской Повстанческой Армии назывался «Маршем украинских националистов», также известный как «мы родились в великий час» (по-украински: Зродились ми великої години). Песня, написанная Олесем Бабием, была официально принята руководством Организации украинских националистов в 1932 году.
УПА считала себе преемницей Украинских Сечевых Стрельцов, гимном которых была «Червона калина». Основателями Организации украинских националистов были лидеры УСС Евгений Коновалец и Андрей Мельник. По этой причине «Червона калина» часто использовалась Украинской Повстанческой Армией.

## Численность
Общее количество бойцов УПА, за весь период её деятельности (1942—1956 гг.) — предмет исторических дискуссий. Зачастую разница в численных показателях определяется методикой проведения подсчётов и использование авторами той источниковой базы, которая подтверждает предложенную ими концепцию. Субъективный подход в большинстве случаев диктуется политическими предпочтениями. Для российских и польских историков обычно характерно приуменьшение (до 10-20 тыс.). В случае принадлежности историков к ОУН наблюдается сильное завышение численных показателей (от 200 до 500 тыс. человек и даже до 1 миллиона). Это характерно для работ, опубликованных представителями украинской диаспоры, в частности, Петра Мирчука, Николая Лебедя и других. Они обосновывают исключительную роль ОУН в политической жизни населения западноукраинских областей и призваны подтвердить тезис о массовой поддержке Украинского освободительного движения. Комиссия Национальной академии наук Украины (1997—2004) назвала число от 25 до 100 тыс. человек в разные периоды. Примерно такую же оценку дал в 2015 году Украинский институт Национальной памяти. Некоторые исследователи считают и число 100 тыс. сильно заниженным. Так, по данным НКВД УССР, за период с февраля 1944 по январь 1946, как результат борьбы с УПА — 103 313 повстанцев было убито, 15 959 — арестовано, ещё 50 тыс. пришло с повинной, что в общем составляет 169 тыс. человек. Учтя то, что в это число могли попасть люди, не причастные к деятельности УПА, все равно численность УПА была больше 100 тыс. человек.
Известно, что на начало 1944 года УПА была самой многочисленной за все время своего существования. Исследователь из США Пётр Содоль называет число в 25-30 тыс. человек на тот период. Такого мнения придерживался и украинский историк-архивист Анатолий Кентий. В то же время, по данным польского историка Владислава Филяра численность УПА весной 1944 года только в Галиции достигала 45-50 тыс. человек. Но при этом большая часть численного состава УПА приходилось на УПА-Запад. Немецкие официальные документы приводили цифру в 100—200 тыс. человек на 1944 год. Эта оценка часто встречается в работах историков на Западе. В немецком отчёте III фронтового разведывательного отдела «Восток» от 9 ноября 1944 общая численность УПА, УНРА и ОУН-М была в 500 000 человек. Отчёт «УПА и отделы Власова», написанный бывшим начальником СД в Дистрикте Галиция Йозефом Витиской 18 декабря 1944 г. подтверждает эту цифру такой репликой: «Пятисоттысячная УПА не желает подчиняться Власову».
В письме Николая Подгорного в ЦК КПСС, датированного 25 сентября 1956, общие потери украинских националистов за период 1944—1945 гг. определены в количестве — 150 тыс. убитыми, 103 тыс. арестованными, то есть, более 253 тыс. человек. Никита Хрущёв в письме к Сталину, датированному июнем 1945, приводит следующие данные: «За период со дня освобождения западных областей от немецких захватчиков до 1 июня 1945 года было убито бандитов — 90 275, взято в плен — 93 610 и появилось с повинной 40395». То есть, общее количество потерь составило 224 280 человек. Таким образом, есть основания полагать, что общая численность УПА весной 1944 составляла в районе 150—160 тыс. бойцов, из которых УПА-Север насчитывала около 70 тыс., а УПА-Запад более 80 тыс. человек. Ссылаясь на советскую статистику, по последним подсчётам ряда украинских историков, за все время вооружённой борьбы во время Второй мировой войны и послевоенный период через УПА и подполье ОУН прошло свыше 400 тыс. человек. Также не вызывает сомнений у украинских историков и тезис о массовом характере национально-освободительного движения на Волыни и в Галиции в годы Второй мировой войны.
В то же время по другим данным, взятым из записей командира УПА-Север — Дмитрия Клячкивского, количество бойцов УПА было значительно меньше. Во время перехода советско-германского фронта через Волынь и Полесье в округах УПА-Север и УПА-Юг насчитывалось 6920 человек, в апреле 1944 года — 6960, а в сентябре того же года (де-факто УПА-Юг уже расформировалась) произошёл резкий спад — до 2600 человек. В заметках и таблицах Клячкивского не было данных по УПА-Запад. Украинский учёный — Иван Патриляк, ссылаясь на его записи, убежден, что ряды Украинской Повстанческой Армии в «пиковые» годы вряд ли насчитывали более 35 тысяч бойцов. А данные советской статистики, в частности, в отчётах НКВД, по мнению Патриляка зачастую сознательно преувеличены: «Неизвестно кого энкаведисты туда причисляли и где привирали. Более-менее точными могут быть только данные по захваченному оружию, которого в разы меньше, чем число убитых. Вероятно, они вносили в эти списки всех — и дезертиров, и тех, кто прятался от мобилизации в лесах, и крестьян, пережидавших переход фронта в лесах».

## Типы подразделений
Основной боевой единицей УПА была сотня. В первый период УПА часто формировала курени (батальоны), а в исключительных случаях — загоны (полки). Курень состоял из двух или четырёх сотен. Иногда у них были дополнительные независимые подразделения безопасности командования, жандармерия, крупнокалиберные пулемёты, миномёты, конные разведчики, также курьеры, был начальник штаба или адъютант, политвоспитатель, капеллан (греко-католик в Галиции, православный на Волыни), врач, а на Волыни ещё и референт СБ-ОУН.
Сотня состояла из трех чет (взводов), а они в свою очередь — трех роев (отделений). Рой был разделен на два минимума (секции). Однако часто - особенно в период обязательного призыва в 1943–1944 гг. — они состояли из четырёх и более частей. До лета 1944 года общая численность сотни УПА составляла 180–200 бойцов, осенью 1944 года — 100–130 человек, а в 1946–1949 годах — 40–50 человек. Командование Сотни состояло из: командующего сотней, его заместителя (который также был командующим первого взвода), политвоспитателя, командира жандармерии, интенданта, бунчужного и офицера связи.
Летом 1944 года на Волыни названия частей претерпели изменения. Появилась новая тактическая часть — бригада, которая, однако, на практике соответствовала численности куреня. Бригада была разделена на загоны, отделы и подотделы. В 1945 г. термины «отдел» и «подотдел» также были приняты УПА-Запад — на практике именно так их называли, соответственно, «сотни» и «четы».

## Бойцы других национальностей в рядах УПА
Украинская повстанческая армия действовала в основном на территориях, заселённых этническими украинцами. Однако во время своей борьбы она неизбежно сталкивалась с представителями других наций, которых брала с свои ряды. ОУН изначально была настроена на сотрудничество с любыми нерусскими народами для совместной борьбы против СССР. Однако в 1941—1942 гг. в условиях подпольного существования ОУН возможностей для масштабного сотрудничества организации с неукраинскими народами Советского Союза не существовало. Они появятся позже, с созданием УПА.
При формировании УПА в начале 1943 в её состав попали представители других, помимо украинской, национальностей. Как правило, это были бывшие красноармейцы, сумевшие сбежать из германского плена либо же члены национальных формирований германской полиции порядка. Среди них был много тех, кто чисто случайно попадал в УПА и совсем не понимал особенности военно-политической ситуации в Западной Украине. Органы разведки УПА также отслеживали те подразделения Вермахта и Красной Армии, где возникали конфликты, связанные с межнациональными и религиозными проблемами. Формами воздействия на гражданское население иных национальностей были: распространение листовок, газет и другой печатной продукции, беседы, митинги, вечера вопросов и ответов, обращения и призывы. Частично такие призывы возымели силу, и вскоре в УПА влилось значительно число неукраинцев. С сентября 1943 года начали создаваться национальные отделы УПА: узбекские, грузинские, азербайджанские, русские и.т.д. Инициатором их создания стал Иосиф Позычанюк, а организатором — бывший лейтенант Красной Армии Дмитрий Карпенко — «Ястреб». В УПА также встречались дезертировавшие немецкие солдаты и итальянцы.
Незадолго до вступления Красной армии на территорию Западной Украины, по версии эмигрантского историка Петра Мирчука в УПА насчитывалось 15 национальных отделов различной численности — от сотни до куреня. Абсолютная численность солдат из национальных легионов УПА была не велика. В то же время национальные формирования на определённом этапе в некоторых районах составляли довольно существенную часть УПА. Радиограмма партизанского отряда Сабурова 15 февраля 1944 свидетельствовала: «40 процентов состава УПА на Волыни не являются украинцами. Среди них объявлялись ингуши, осетины, черкесы, турки, частично русские». Петр Мирчук оценивает количество бойцов УПА других национальностей в 20 тыс. человек. Что же касается украинского состава, то согласно, анализу 118 биографических справок, опубликованных в справочнике американского исследователя Петра Содоля издательством «Пролог» в Нью-Йорке в 1994 г. 71 % командиров УПА были родом из Галиции, 20 % из Волыни, 1 % из Буковины, 6 % из Восточной Украины и 2 % из других стран или место рождения, которых было неизвестно. Эти данные исключают членов Украинского главного освободительного совета (УГВР), которые не являлись членами ОУН или УПА.
Уже к началу декабря 1943 г. отношение ОУН к национальным отделам УПА резко изменилось. Во «Временной инструкции в делах прочих национальностей (неукраинцев) на востоке Европы и Азии при УПА или находящихся на территории деятельности УПА» от 2 декабря говорилось, что национальные отделы при УПА националисты организовывали «для конкретных политических задач», поэтому отношение к ним военных команд УПА должно было быть согласовано с политическим центром «порабощенных народов» востока Европы и Азии. Формирование новых национальных отделов предписывалось остановить, а уже сформированные отстранить от боевых действий и разместить на территории так, чтобы изолировать от прочих национальных отделов, однако чтобы это не препятствовало доступу к национальным отделам политического центра (політичного осередка). 15 января 1944 г. комендант СБ штаба УПА-Север Василий Макар издал инструкцию «Прекратить ведение агитации в чужих подразделениях (шуцманы, казаки, добровольные отряды нацменов, военнопленные красноармейцы, красные партизаны, немцы, венгры, красноармейцы) с целью их перехода на сторону УПА. Тех, кто перейдет самостоятельно, не включать в отряды УПА. Держать их отдельно от подразделений, не раскрывать связей. Особое внимание обратить на перебежчиков — одиночек и малые группы… Всех передавать в органы СБ для проверки (обязательно)».
С приближением советских войск опасность для «националов» в УПА возрастала, поскольку их существование облегчало советским спецслужбам внедрение своей агентуры. В приказе № 3/44 командирам УПА и руководителям и тыла в делах контрразведки ВО «Заграва» от 4 марта 1944 г. приказывалось особое внимание обратить на сексотов из нацменов — «туркменов, узбеков, белорусов и прочих». Поляки также рассматривались как сексотский элемент. Такое изменение политики по отношению к вступлению «националов» в УПА, по всей видимости, было связано с тем, что, несмотря на провозглашённые лозунги, ОУН и УПА были организационно не готовы к вступлению большого количества солдат-неукраинцев в УПА. Иногда эти «национальные» отряды с приближением фронта переходили на сторону Советов. Тем, кто остался в рядах УПА, националисты грозили смертью. Результатом стало усиление внимания к этим «элементам» со стороны СБ и чистки, то есть физическое уничтожение неблагонадежных «элементов».
В боях с УПА в 1944-45 годах, НКВД взяло в плен более 300 немецких военнослужащих (преимущественно офицеров абвера и гестапо), оставшихся в повстанческой среде. В подполье ОУН и УПА, кстати, немцы действовали до конца января 1947, когда СБ ОУН целенаправленно их ликвидировала, чтобы не компрометировать движение перед Западом.
В послевоенных публикациях ОУН с конца 1940-х годов можно встретить упоминания об участии евреев в рядах УПА — прежде всего в качестве медицинского персонала. С весны 1943 года УПА стала использовать для своих нужд евреев, части из них удалось спастись, однако большинство, очевидно, ожидало уничтожение. Следует учитывать, что курс на уничтожение евреев осуществлялся, в основном, силами СБ, а от большей части рядовых членов УПА убийства евреев скрывались . В публикациях УПА 1950-х годов встречались упоминания и мемуары еврейки Стеллы Кренцбах, которая якобы состояла в УПА, а затем работала в МИДе Израиля. Однако позже выяснилось, что Стелла была по всей видимости вымышленным в целях пропаганды персонажем.